# Los Castros (San Tirso de Abres)
Los Castros (oficialmente, en eonaviego, O Castro) es un lugar de la parroquia de San Salvador, concejo de San Tirso de Abres, en la comarca del Eo-Navia, Principado de Asturias, España.